# يوهان غوتفريد موريتز
يوهان غوتفريد موريتز (بالألمانية: Johann Gottfried Moritz)‏ هو صانع آلة موسيقية ‏ ألماني، ولد في 1777 في برلين في ألمانيا، وتوفي بنفس المكان في 1840.

## وصلات خارجية
- يوهان غوتفريد موريتز على موقع الموسوعة البريطانية (الإنجليزية)